# Abies x masjoannis
Abies x masjoannis, también Abies x masjoannii, es una conífera cuyos progenitores son Abies alba y pinsapo, compartiendo caracteres intermedios.

## Sinonimia
- Abeto del Montseny,
- Abeto de Masjoan.

## Historia
En la década de 1950, Nicolau Masferre descubrió por casualidad, dentro de su finca del Montseny, un abeto surgido por la mezcla espontánea entre los abetos blancos y los pinsapos que en ella cultivaba. Tras su descubrimiento se enviaron a Madrid quinientos ejemplares para un estudio que acabó por confirmar que se trataba de una nueva especie de árbol. A partir de 1960, este abeto comenzó a utilizarse en el parque del Retiro y en otros jardines de España.

## Descripción
Conífera de hasta 30 metros de altura, con un tronco recto de corteza entre blanquecina y grisácea. El porte es cónico, con ramas ascendentes en la copa y entre colgantes o revueltas en la base. Tiene crecimiento lento. Se cree que puede alcanzar 300 años de edad, pero los más viejos que se conocen en 2014 solamente tienen alrededor de cien años.
Algunos detalles del "Abies x masjoannis".

Especímenes
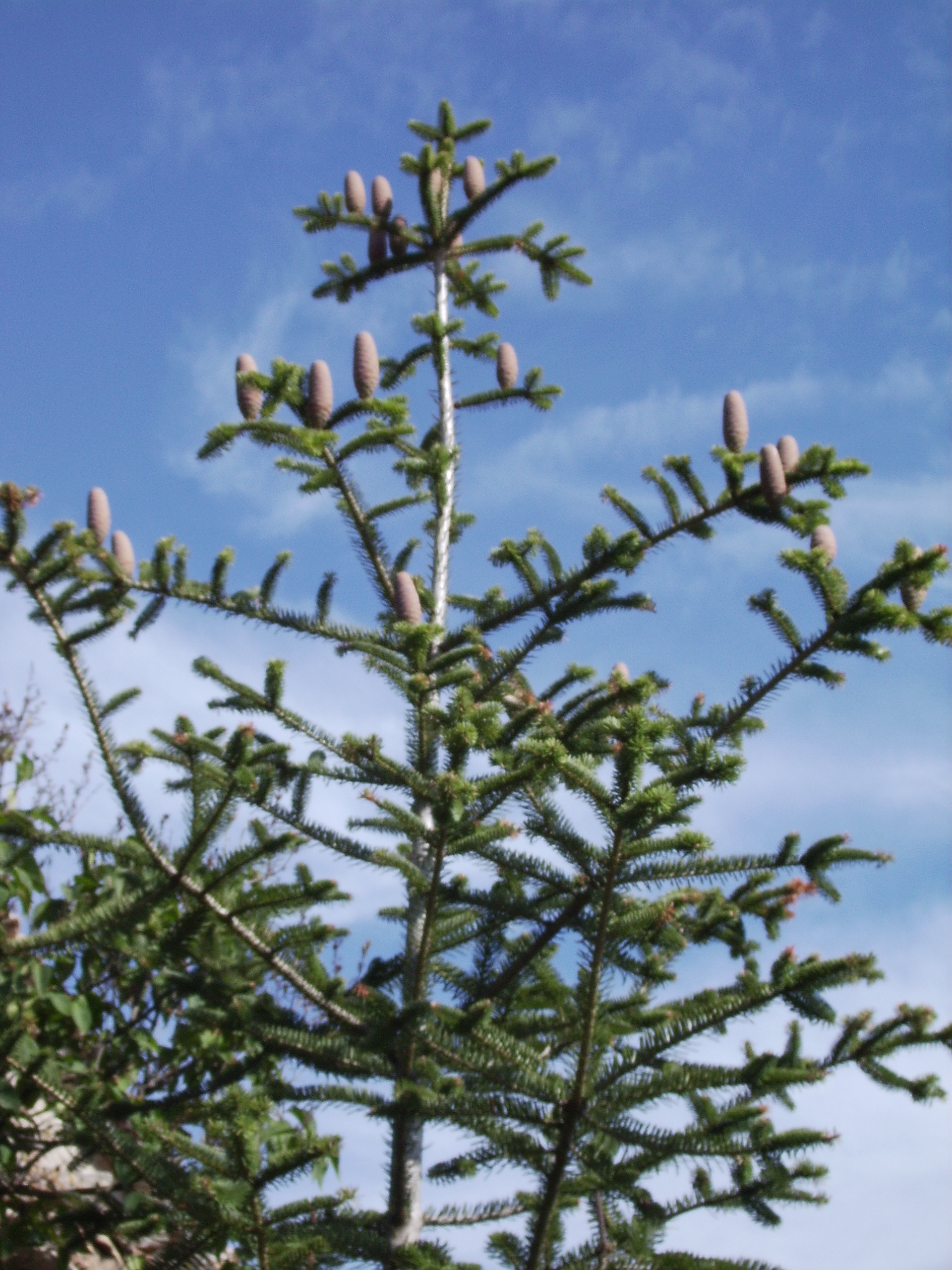
Ejemplar joven de Abies masjoannis
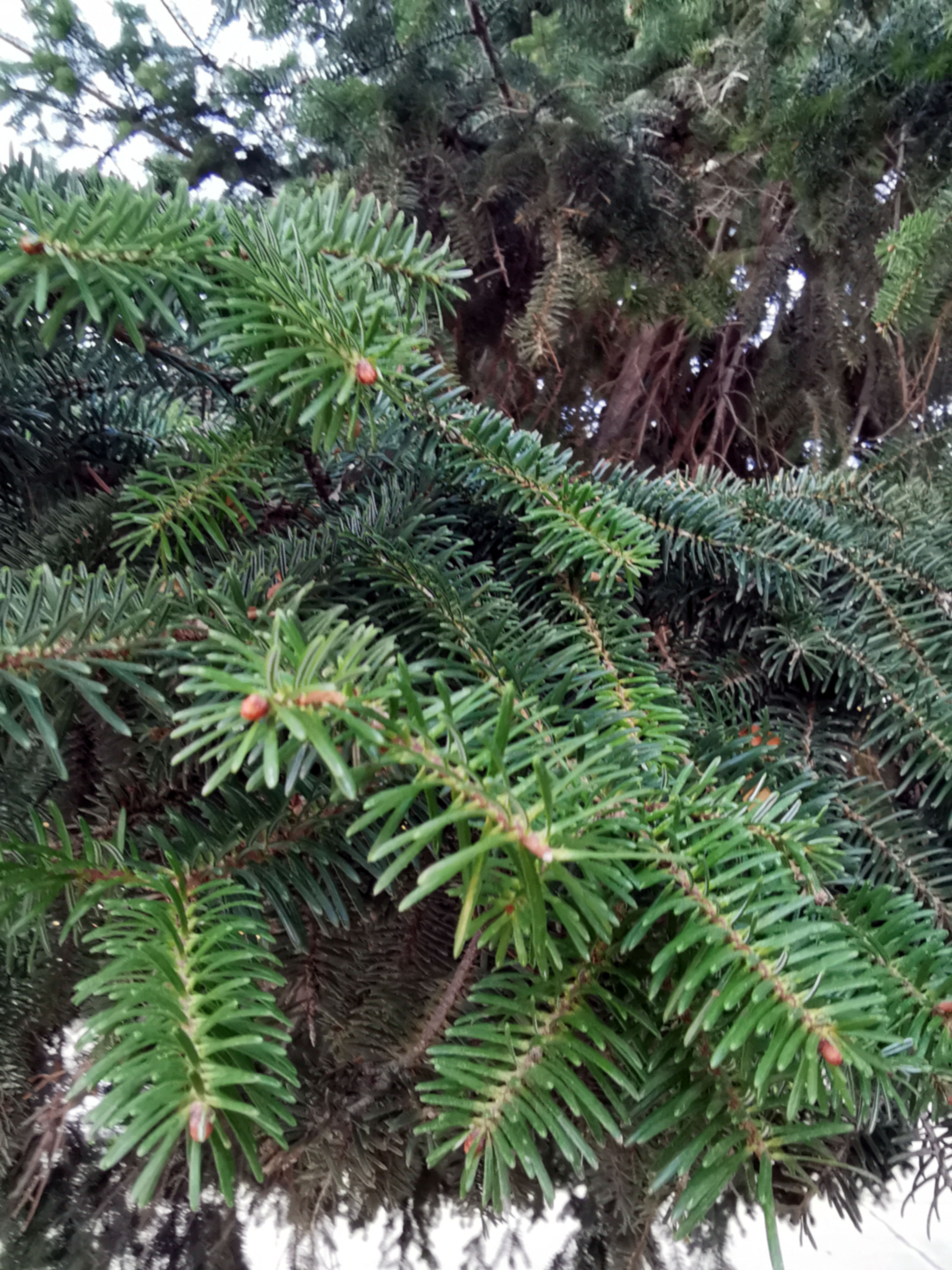
Detalle de las hojas de Abies masjoannis
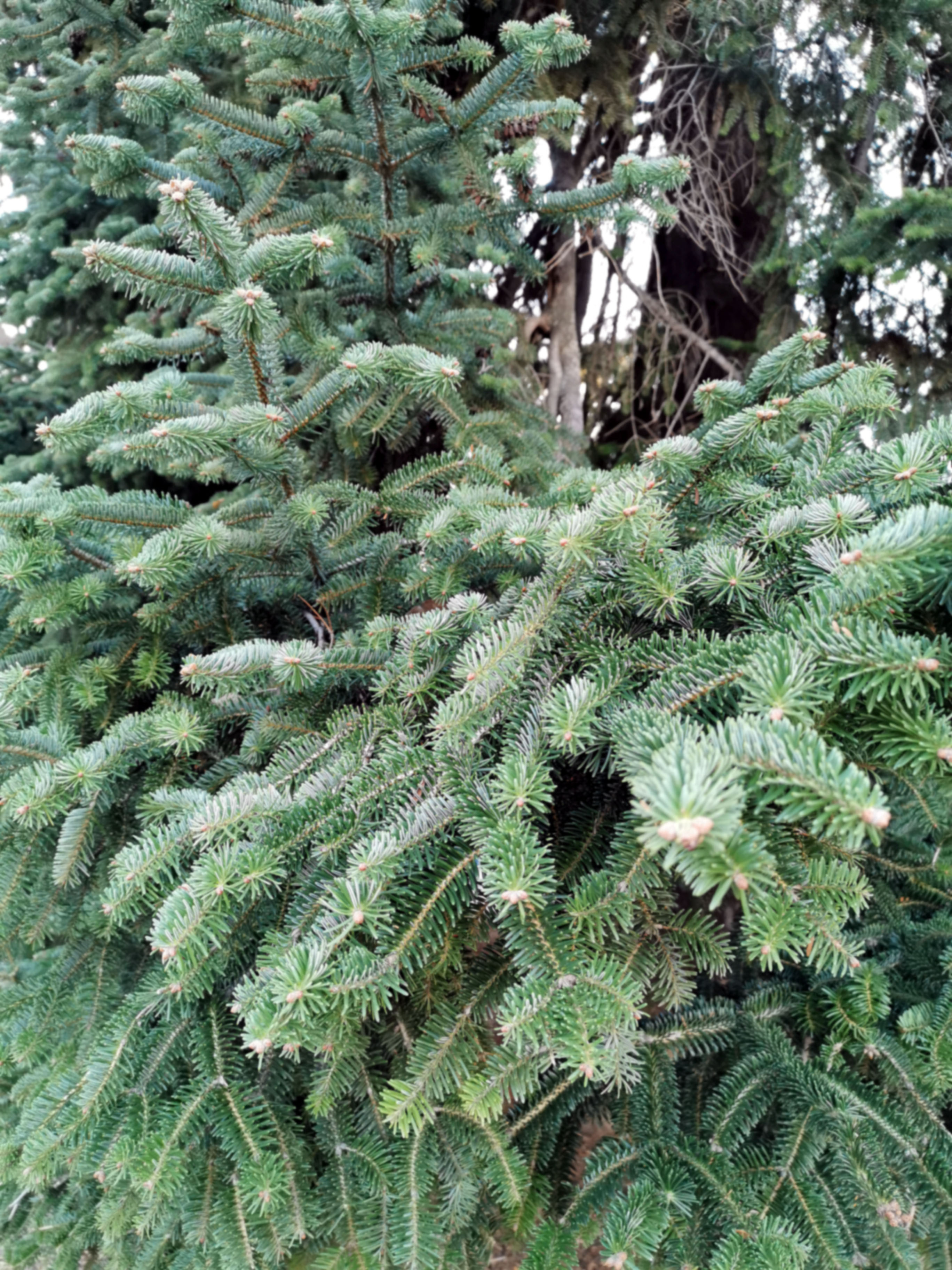
Detalle de las ramas de Abies masjoannis